# Hellnerstadion
Hellnerstadion är en skidstadion i Gällivare i Norrbotten. Den är namngiven efter den svenske längdskidåkaren Marcus Hellner. Namnbytet skedde efter hans olympiska guld 2010 i Vancouver.
Tidigare hette anläggningen "Dundrets skidstadion".
Hellner vann den 20 november 2010 världscuppremiären på stadion.

### Fotnoter
1. ↑  Kenth Bergmark (6 mars 2010). ”Hjälten hyllas med Hellnerstadion” (på svenska). Norrbottenskuriren. https://www.kuriren.nu/nyheter/hjalten-hyllas-med-hellnerstadion-5287995.aspx. Läst 16 oktober 2011.
2. ↑  ”Intresset slår alla rekord”. World Cup Gällivare. 5 juli 2010. Arkiverad från originalet den 12 november 2010. https://web.archive.org/web/20101112071358/http://www.worldcupgellivare.com/index.php?option=com_content&view=article&id=215%3Aintresset-slar-alla-rekord&catid=89%3Anyheter&Itemid=123&lang=sv. Läst 16 oktober 2011.
3. ↑  ”Hellner höll” (på svenska). Borås tidning. 20 november 2010. https://www.bt.se/sport/hellner-holl-richardsson-skrallde/. Läst 25 mars 2020.
4. ↑  ”Hellner vann på Hellnerstadion” (på svenska). Norrbottenskuriren. 20 november 2010. https://www.kuriren.nu/nyheter/hellner-vann-pa-hellnerstadion-5657297.aspx. Läst 16 oktober 2011.
5. ↑  ”Hellner vann på hemmaplan” (på svenska). Svenska Dagbladet. 20 november 2010. https://www.svd.se/hellner-vann-pa-hemmaplan. Läst 25 mars 2020.